# Зеленополянська сільська рада (Ключівський район)
Зеленополя́нська сільська рада (рос. Зелёнополянский сельский совет) — сільське поселення у складі Ключівського району Алтайського краю Росії.
Адміністративний центр — село Зелена Поляна.

## Історія
2014 року до складу сільради увійшла ліквідована Марковська сільська рада (село Марковка).

## Населення
Населення — 778 осіб (2019; 930 в 2010, 1088 у 2002).

## Склад
До складу сільської ради входять:
| Населений пункт     | Населення, осіб (2002) | Населення, осіб (2010) |
| ------------------- | ---------------------- | ---------------------- |
| Зелена Поляна, село | 461                    | 447                    |
| Красний Яр, село    | 212                    | 134                    |
| Марковка, село      | 335                    | 304                    |
| Слава, село         | 80                     | 45                     |